# Bataille de Węgierska Górka
Seconde Guerre mondiale
Batailles
Campagne de Pologne :
- Ultimatum allemand
- Ordre de bataille
- Opération Himmler
- Plan Pékin
- Plan Worek
- Baie de Dantzig
- Défense de la poste centrale de Dantzig
- Westerplatte
- Grudziądz
- Mokra
- Węgierska Górka
- Krojanty
- Forêt de Tuchola
- Borowa Góra
- Wizna
- La Bzura
- Hel
- Jarosław
- Brest-Litovsk
- Tête de pont roumaine
- Invasion soviétique
- Lwów
- Modlin
- Tomaszów Lubelski
- Grodno
- Krasnobród
- Wilno
- Varsovie
- Szack
- Wytyczno
- Kock

La bataille de Węgierska Górka est l'une des premières batailles livrées lors du déclenchement de la campagne de Pologne pendant la Seconde Guerre mondiale.
Pendant deux jours, une position fortifiée polonaise parvient à empêcher la progression des Allemands pourtant en large supériorité numérique.

## Contexte historique
À la suite de l'occupation de la Tchécoslovaquie par les Allemands début 1939, la frontière du sud de la Pologne était devenue vulnérable à une possible invasion allemande. En avril 1939, l'inspectorat général des forces armées ordonne au colonel Tadeusz Zieleniewski de préparer des plans de fortifications le long de la frontière afin de couvrir le flanc sud de l'Armia Kraków (en) en cas de conflit armé avec le Troisième Reich. Le plan prévoit la construction de 4 zones fortifiées et est accepté le 24 juin et sa mise en œuvre débute en juillet.
Les bunkers près de Węgierska Górka, auxquels s'ajoutaient des tranchées, formaient une importante position défensive, gardant le village et sa vallée environnante.

## Déroulement de la bataille
Le 1er septembre 1939, l'Allemagne envahit la Pologne et perce la frontière près de Węgierska Górka. La 7e division d'infanterie de la 14e armée allemande sous les ordres de Wilhelm List avance vers le village, comprenant 17 000 hommes à sa disposition et de l'artillerie lourde de 175 mm.
Pendant deux jours, les Polonais (1 200 soldats) défendirent cette zone fortifiée du sud de la Silésie. Bien que la position fortifiée n'était pas terminée, 5 bunkers empêchent la progression allemande jour et nuit de la 7e division allemande pourtant en large supériorité numérique. 
Le 3 septembre, un des bunkers est évacué par la 1re brigade de montagne polonaise, tandis que les autres sans équipement radio ne reçoivent pas l'ordre de retraite. Finalement, les Allemands parviennent à percer la défense polonaise après que celle-ci est tombée à court de munitions, avec de lourdes pertes.